# شركة تيبر
 تعد شركة تنزانيا الدولية لاحتياطي البترول المحدودة بمثابة مشروع مشترك بين حكومة تنزانيا (GoT) وأوريكس للطاقات. تدير أكبر محطة نفط في البلاد،  وستكون سعة تخزينها 213,200 م 3 بحلول عام 2015. 
تقع المحطة في كيجامبوني، مقابل ميناء دار السلام.

## التاريخ
تم تشغيل المصنع كمصفاة لتكرير النفط في الستينيات. كانت تعرف آنذاك باسم شركة تكرير البترول التنزانية والإيطالية المحدودة (TIPER) ، المملوكة بشكل مشترك بين GoT و أجيب (تنزانيا) المحدودة.  بعد توقيع الاتفاقية في عام 1963 ، تم بناؤها من قبل إيني المملوكة للدولة الإيطالية بين فبراير 1965 ويونيو 1966 بتكلفة 100 مليون ليرة تركية. في عام 1969 ، اشترت حكومة الهند نصف الأسهم. كانت مصفاة صغيرة بسعة 600000 طن سنويا.
قبل تحرير صناعة البترول في عام 1997 ، أنتجت شركة تيبر ثلاثون في المائة من المتطلبات المحلية والباقي تم استيرادها من قبل شركة تنزانيا لتطوير البترول (TPDC) المملوكة للدولة. 
في عام 1991 ، وتحت ضغط من صندوق النقد الدولي (IMF) ، توقفت العمليات في المصفاة لتنفيذ برنامج التكيف الهيكلي في البلاد. جادل صندوق النقد الدولي أنه كان يعمل بنسبة 60 ٪ من طاقته. 
في عام 1999 ، استحوذت شركة أوريك للطاقاتالسويسرية على أصول أجيب في تنزانيا. 
في عام 2012 ، كانت حكومة الهند تدرس استخدام محطة النفط كجزء من احتياطيها الاستراتيجي من النفط . 
في نوفمبر 2014 ، اقترحت الحكومة كشريك صامت ، أن يقود الشركة فريق مستقل. اختلفت اوريكس اينرجي.  تتوقع الشركة بناء خزانات تخزين جديدة وبالتالي زيادة قدرتها بمقدار 100,000 متر مكعب إضافية. 

## روابط خارجية
- أجيب (تنزانيا) المحدودة